# Сарсы-Первые
Сарсы-Первые (мар. Вӱддымӧ Сарсаде) — деревня в Красноуфимском округе Свердловской области. Входит в состав Сарсинского сельского совета.

## География
Населённый пункт расположен по обоим берегам реки Аскельды в 48 километрах на юго-юго-восток от административного центра округа — города Красноуфимск.

### Часовой пояс
Сарсы-Первые как и вся Свердловская область, находится в часовой зоне МСК+2. Смещение применяемого времени относительно UTC составляет +5:00.

## Население
| 2002 | 2010 | 2021 |
| ---- | ---- | ---- |
| 522  | ↘483 | ↘400 |

## Улицы
Деревня разделена на восемь улиц (Коммунаров, Ленина, Механизаторов, Победы, Полевая, Трактовая, Чапаева, Юбилейная) и один переулок (Механизаторов).